# Labiobarbus cyanoparejus
Labiobarbus cyanoparejus és una espècie de peix cipriniforme de la família dels ciprínids.